# 奈良市立明治小学校
奈良市立明治小学校（ならしりつ めいじしょうがっこう）は、奈良県奈良市北永井町にある公立小学校。

## 沿革
- 1873年（明治6年） - 文勇舎として開校。
- 1874年（明治7年）4月10日 - 北永井小学校と改称。
- 1890年（明治23年） - 村立明治尋常小学校と改称。
- 1947年（昭和22年）4月 - 明治小学校と改称。

## 通学区域
- 北永井町、北之庄町、北之庄西町一丁目、北之庄西町二丁目、神殿町の一部、出屋敷町、南永井町の一部（116番地の1を除く。）[1]

※卒業後は基本的に奈良市立都南中学校に進学する。

## 通学区域が隣接している学校
- 奈良市立帯解小学校
- 奈良市立東市小学校
- 奈良市立済美小学校
- 奈良市立済美南小学校
- 奈良市立辰市小学校
- 大和郡山市立平和小学校